# A Mezőkövesdi SE 2016–2017-es szezonja
Ez a szócikk az Mezőkövesdi SE 2016–2017-es szezonjáról szól. A klub fennállásának 41. évfordulója, a bajnokságban újoncként indult. Összességében ez a csapat 2. élvonalbeli idénye.

## Nézőszámok
| Csapat       | HON  | DEB  | DIÓ  | FER  | GYIR | MTK | PAK  | HAL  | ÚJP  | VAS  | VID  | Átlag | Összesen |  |
| ------------ | ---- | ---- | ---- | ---- | ---- | --- | ---- | ---- | ---- | ---- | ---- | ----- | -------- |  |
| Első kör     | 1670 | 3248 | 2950 | 5242 | 2548 | 408 | 1215 | 1225 | 2452 | 2832 | 1539 | 2303  | 25329    |  |
| Második kör  |      |      |      |      | 800  |     |      |      |      |      |      | —     |          |  |
| Harmadik kör |      |      |      |      |      |     |      |      |      |      |      | —     |          |  |

## Összesített statisztika
A felkészülési mérkőzéseket nem vettük figyelembe.
| Lejátszott mérkőzés           | 13 (12 OTP Bank Liga, 1 Magyar kupa) |
| Győzelem                      | 4 (3 OTP Bank Liga, 1 Magyar kupa) |
| Döntetlen                     | 4 (4 OTP Bank Liga, 0 Magyar kupa) |
| Vereség                       | 5 (5 OTP Bank Liga, 0 Magyar kupa) |
| Szerzett gól                  | 14 (12 OTP Bank Liga, 2 Magyar kupa) |
| Kapott gól                    | 19 (19 OTP Bank Liga, 0 Magyar kupa) |
| Gólkülönbség                  | -5 |
| Sárga lap                     | 29 (29 OTP Bank Liga, 0 Magyar kupa) |
| Kiállítás                     | 3 (3 OTP Bank Liga, 0 Magyar kupa) |
| Legnagyobb arányú győzelem    | 0–1 MTK, idegenben (2016. 07. 31., OTP Bank Liga 3. forduló) 0–1 Gyirmót, idegenben (2016. 10. 15., OTP Bank Liga 12. forduló) |
| Legnagyobb arányú vereség     | 4–0 Vasas, idegenben (2016. 09. 24., OTP Bank Liga 11. forduló) |
| Legmagasabb hazai nézőszám    | 3248 Debrecen, otthon (2016. 08. 07., OTP Bank Liga 4. forduló) |
| Legalacsonyabb hazai nézőszám | 1225 Haladás, otthon (2016. 07. 24., OTP Bank Liga 2. forduló) |
| Góllövőlista                  | 3 gól: Marek Střeštík(3 bajn., 0 kupa); 2 gól: Stipe Bačelić-Grgić (2 bajn., 0 kupa) Egerszegi Tamás (2 bajn., 0 kupa) 1 gól: Gohér Gergő (1 bajn., 0 kupa) Hudák Dávid (1 bajn., 0 kupa) Frőhlich Roland (1 bajn., 0 kupa) Tarmo Kink (1 bajn., 0 kupa) Ulysse Diallo (1 bajn., 0 kupa) Molnár Gábor (0 bajn., 1 kupa) Branko Pauljević (0 bajn., 1 kupa) |
| Pont*                         | 10/33 (30,0%) |

## Góllövőlista
A táblázat a felkészülési mérkőzéseken esett találatokat nem tartalmazza.
| Játékos             | Összesen | Gólok száma   | Gólok száma |
| Játékos             | Összesen | OTP Bank Liga | Magyar kupa |
| ------------------- | -------- | ------------- | ----------- |
| Összesen            | 14       | 12            | 2           |
| Marek Střeštík      | 3        | 3             | 0           |
| Stipe Bačelić-Grgić | 2        | 2             | 0           |
| Egerszegi Tamás     | 2        | 2             | 0           |
| Gohér Gergő         | 1        | 1             | 0           |
| Hudák Dávid         | 1        | 1             | 0           |
| Frőhlich Roland     | 1        | 1             | 0           |
| Tarmo Kink          | 1        | 1             | 0           |
| Ulysse Diallo       | 1        | 1             | 0           |
| Molnár Gábor        | 1        | 0             | 1           |
| Branko Pauljević    | 1        | 0             | 1           |
| öngolók             | 0        | 0             | 0           |

## OTP Bank Liga

### Első kör
| 1. forduló 2016. július 16. szombat 18:00 |

| Mezőkövesd-Zsóry                        | 2 – 2               | Gyirmót FC                              |
| --------------------------------------- | ------------------- | --------------------------------------- |
| Střeštík 23' Střeštík 88' Devecseri 64' | (1 – 0) Jegyzőkönyv | Lengyel 66' Vass 86' Szegi 44' Nagy 83' |

| Városi stadion, Mezőkövesd Nézőszám: 2548 Játékvezető: Vad II István (magyar) |

| 2. forduló 2016. július 23. szombat 18:00 |

| Swietelsky Haladás                                  | 1 – 1               | Mezőkövesd-Zsóry                                 |
| --------------------------------------------------- | ------------------- | ------------------------------------------------ |
| Rácz 7' Jagodics 29' Gaál 46' Németh 84' Jancsó 85' | (1 – 1) Jegyzőkönyv | Gohér 41' Nicorec 7' Stipe 44' Kink 65' Tóth 77′ |

| Soproni városi stadion, Szombathely Nézőszám: 1225 Játékvezető: Andó-Szabó Sándor (magyar) |

| 3. forduló 2016. július 31. vasárnap 18:00 |

| MTK Budapest FC | 0 – 1               | Mezőkövesd-Zsóry              |
| --------------- | ------------------- | ----------------------------- |
| Baki 82'        | (0 – 1) Jegyzőkönyv | Kink 59' Vági 80' Nicorec 83' |

| Dunaferr Aréna, Dunaújváros Nézőszám: 408 Játékvezető: Solymosi Péter (magyar) |

| 4. forduló 2016. augusztus 7. szombat 18:00 |

| Mezőkövesd-Zsóry       | 0 – 1               | Debreceni VSC                                                         |
| ---------------------- | ------------------- | --------------------------------------------------------------------- |
| Egerszegi 37' Kink 91' | (0 – 1) Jegyzőkönyv | Kuti 55' Tisza 61′ Horváth 79' Takács 90' Jovanović 91' Danilović 93' |

| Városi stadion, Mezőkövesd Nézőszám: 3248 Játékvezető: Szőts Gergely (magyar) |

| 5. forduló 2016.augusztus 13. szombat 18:00 |

| Videoton FC                     | 2 – 0               | Mezőkövesd-Zsóry          |
| ------------------------------- | ------------------- | ------------------------- |
| Pátkai 9' Lazović 13' Suljić 3' | (2 – 0) Jegyzőkönyv | Vošahlík 4' Pauljević 67' |

| Pancho Aréna, Felcsút Nézőszám: 1539 Játékvezető: Szabó Zsolt (magyar) |

| 6. forduló 2016.augusztus 17. szerda 18:00 |

| Mezőkövesd-Zsóry | 0 – 2               | Újpest FC                                     |
| ---------------- | ------------------- | --------------------------------------------- |
| Hudák 66'        | (0 – 2) Jegyzőkönyv | Andrić 29' Diarra 43' Andrić 58' Sanković 62' |

| Városi stadion, Mezőkövesd Nézőszám: 2452 Játékvezető: Berke (magyar) |

| 7. forduló 2016.augusztus 21. vasárnap 18:00 |

| Ferencvárosi TC                         | 2 – 2               | Mezőkövesd-Zsóry                                                         |
| --------------------------------------- | ------------------- | ------------------------------------------------------------------------ |
| Djuricin 9' Nagy 84' Varga 59' Nagy 92' | (1 – 0) Jegyzőkönyv | Hudák 63' Stipe 79' Egerszegi 59' Devecseri 59' Baracskai 70' Tujvel 88' |

| Groupama Aréna, Budapest Nézőszám: 5242 Játékvezető: Bognár (magyar) |

| 8. forduló 2016.szeptember 10. szombat 18:00 |

| Mezőkövesd-Zsóry                                  | 3 – 1               | Budapest Honvéd FC                  |
| ------------------------------------------------- | ------------------- | ----------------------------------- |
| Stipe 29' Střeštík 52' Egerszegi 88' Střeštík 80' | (1 – 1) Jegyzőkönyv | Hidi 11', 75′ Lovrić 36' Baráth 88' |

| Városi stadion, Mezőkövesd Nézőszám: 1670 Játékvezető: Iványi Zoltán (magyar) |

| 9. forduló 2016.szeptember 17. szombat 18:00 |

| Diósgyőri VTK                                 | 1 – 1               | Mezőkövesd-Zsóry                                                     |
| --------------------------------------------- | ------------------- | -------------------------------------------------------------------- |
| Novothny 68' Vela 15' Dausvili 31' Németh 89' | (0 – 1) Jegyzőkönyv | Egerszegi 26' Sós 38' Stipe 75' Mevoungou 79' Dombó 90' Střeštík 98' |

| DVTK-stadion, Miskolc Nézőszám: 2950 Játékvezető: Bognár Tamás (magyar) |

| 10. forduló 2016.szeptember 21. szerda |

| Mezőkövesd-Zsóry                      | 1 – 3               | Paksi FC                                     |
| ------------------------------------- | ------------------- | -------------------------------------------- |
| Frőhlich 13' Egerszegi 53' Fótyik 61' | (1 – 2) Jegyzőkönyv | Haraszti 19' Bartha 41' Hahn 57' Kecskés 73′ |

| Városi stadion, Mezőkövesd Nézőszám: 1215 Játékvezető: Erdős József (magyar) |

| 11. forduló 2016. szeptember 24. 18:00 |

| Vasas SC                                        | 4 – 0               | Mezőkövesd-Zsóry        |
| ----------------------------------------------- | ------------------- | ----------------------- |
| Ádám 43' Ádám 50' Vaskó 88' Berecz 63' Vida 91' | (1 – 0) Jegyzőkönyv | Hudák 49' Mevoungou 84' |

| Illovszky Rudolf Stadion, Budapest Nézőszám: 2 832 Játékvezető: Solymosi Péter (magyar) |

### Második kör
| 12. forduló 2016. október 15. szombat 15:30 |

| Gyirmót FC Győr        | 0 – 1               | Mezőkövesd-Zsóry          |
| ---------------------- | ------------------- | ------------------------- |
| Vass 17' Présinger 70' | (0 – 0) Jegyzőkönyv | Diallo 92', 92' Stipe 49' |

| Alcufer stadion, Győr Nézőszám: 800 Játékvezető: Farkas Ádám (magyar) |

| 13. forduló 2016. október 29. szombat 18:00 |

| Mezőkövesd-Zsóry                                        | 3 – 0               | Swietelsky Haladás     |
| ------------------------------------------------------- | ------------------- | ---------------------- |
| Diallo 38' Diallo 50' Molnár G. 59' Diallo 62' Kink 77' | (1 – 0) Jegyzőkönyv | Kovács L. 47' Rácz 63' |

| Városi stadion, Mezőkövesd Nézőszám: 1500 Játékvezető: Szabó Zsolt (magyar) |

| 14. forduló 2016. október 29. szombat 18:00 |

| Mezőkövesd-Zsóry | –               | MTK Budapest FC |
| ---------------- | --------------- | --------------- |
|                  | (–) Jegyzőkönyv |                 |

| Városi stadion, Mezőkövesd Játékvezető: Berke Balázs (magyar) |

## Tabella
| #   | Csapat                    | M  | GY | D  | V  | G+ – G– | GK  | P  | Megjegyzések                    |
| --- | ------------------------- | -- | -- | -- | -- | ------- | --- | -- | ------------------------------- |
| 1.  | Budapest Honvéd (B) (I)   | 33 | 20 | 5  | 8  | 55–30   | +25 | 65 | Bajnokok Ligája 2. selejtezőkör |
| 2.  | Videoton FC (I)           | 33 | 18 | 8  | 7  | 65–28   | +37 | 62 | Európa Liga 1. selejtezőkör     |
| 3.  | Vasas SC (I)              | 33 | 15 | 7  | 11 | 50–40   | +10 | 52 | Európa Liga 1. selejtezőkör     |
| 4.  | Ferencvárosi TC (KGY) (I) | 33 | 14 | 10 | 9  | 54–44   | +10 | 52 | Európa Liga 1. selejtezőkör     |
| 5.  | Paksi FC                  | 33 | 11 | 12 | 10 | 41–37   | +4  | 45 |                                 |
| 6.  | Swietelsky Haladás        | 33 | 12 | 7  | 14 | 42–46   | −4  | 43 |                                 |
| 7.  | Újpest FC                 | 33 | 10 | 12 | 11 | 47–51   | −4  | 42 |                                 |
| 8.  | Debreceni VSC             | 33 | 11 | 8  | 14 | 42–46   | −4  | 41 |                                 |
| 9.  | Mezőkövesd Zsóry FC Ú     | 33 | 10 | 10 | 13 | 39–54   | −15 | 40 |                                 |
| 10. | Diósgyőri VTK             | 33 | 10 | 7  | 16 | 39–58   | −19 | 37 |                                 |
| 11. | MTK Budapest (K)          | 33 | 8  | 13 | 12 | 26–36   | −10 | 37 |                                 |
| 12. | Gyirmót FC Győr Ú (K)     | 33 | 5  | 9  | 19 | 21–51   | −30 | 24 |                                 |

Utolsó frissítés: 2017. május 27. 
Forrás: mlsz.hu - tabella 
A rangsorolás alapszabályai: 1. összpontszám; 2. a bajnokságban elért több győzelem; 3. a bajnoki mérkőzések gólkülönbsége; 4. a bajnoki mérkőzéseken rúgott több gól; 5. az egymás ellen játszott bajnoki mérkőzések pontkülönbsége; 6. az egymás ellen játszott bajnoki mérkőzések gólkülönbsége; 7. az egymás ellen játszott bajnoki mérkőzéseken az idegenben lőtt több gól; 8. a bajnokság fair play értékelésében elért jobb helyezés; 9. sorsolás.
(B): Bajnokcsapat, (K): Kieső csapat, (F): Feljutó csapat, (I): Kupainduló, (R): A rájátszás győztese, (KGY): Kupagyőztes

## Játékoskeret
2016. szeptember 10-i állapot szerint.
* a félkövérrel írt játékosok rendelkeznek felnőtt válogatottsággal.
| No. |     | Poszt | Játékos           |
| --- | --- | ----- | ----------------- |
| 1   | HUN | K     | Dombó Dávid       |
| 3   | HUN | V     | Fótyik Dominik    |
| 5   | CMR | KP    | Patrick Mevoungou |
| 6   | HUN | V     | Gohér Gergő       |
| 7   | HUN | KP    | Tóth Bence        |
| 8   | HUN | CS    | Baracskai Roland  |
| 10  | HUN | CS    | Frőhlich Roland   |
| 11  | HUN | KP    | Orosz Márk        |
| 12  | HUN | V     | Polényi Gábor     |
| 13  | HUN | V     | Devecseri Szilárd |
| 15  | CZE | KP    | Marek Střeštík    |
| 17  | HUN | KP    | Egerszegi Tamás   |
| 19  | EST | CS    | Tarmo Kink        |

| No. |     | Poszt | Játékos             |
| --- | --- | ----- | ------------------- |
| 20  | ROU | KP    | Mihai Nicorec       |
| 24  | HUN | KP    | Hegedűs Dávid       |
| 28  | CRO | KP    | Stipe Bačelić-Grgić |
| 29  | HUN | V     | Vági András         |
| 33  | HUN | CS    | Molnár Gábor        |
| 39  | SVK | V     | Hudák Dávid         |
| 49  | SER | KP    | Branko Pauljević    |
| 77  | CZE | CS    | Jan Vošahlík        |
| 88  | HUN | V     | Szeles Tamás        |
| 90  | SVK | K     | Tomáš Tujvel        |
| 99  | HUN | CS    | Sós Bence           |
|     | HUN | K     | Czuczi Márton       |

### Kölcsönadott játékosok
| # |     | Poszt | Név                                        |
| - | --- | ----- | ------------------------------------------ |
|   | HUN | K     | Ribánszki László (a Békéscsaba csapatához) |
|   | HUN | K     | Vasas Gergő (a Nyírbátor csapatához)       |
|   | HUN | V     | Engel Alex (a Kazincbarcika csapatához)    |
|   | HUN | KP    | Csirmaz István (a Szolnok csapatához)      |
|   | HUN | KP    | Heffler Norbert (a Nyíregyháza csapatához) |
|   | HUN | CS    | Rácz Ferenc (a Győri ETO csapatához)       |